# کارلوس سالگوئرو
کارلوس سالگوئرو (انگلیسی: Carlos Salguero; ۱۰ ژوئن ۱۹۵۵ – ۲۶ دسامبر ۲۰۰۶) بازیکن فوتبال اهل آرژانتین بود.
از باشگاه‌هایی که در آن بازی کرده‌است می‌توان به باشگاه فوتبال بوکا جونیورز اشاره کرد.